# 和静県
和静県（わせい-けん）は、中華人民共和国新疆ウイグル自治区バインゴリン・モンゴル自治州に位置する県。
トルファン市内とカシュガル市を繋ぐ南疆鉄道が通りその駅もあるバルゴンタイ（巴侖台）の街にトルゴート・モンゴル人の民族中学校やバザールがありモンゴル人の賑わいがあった。バルゴンタイの東の遊牧民の村オリアスタイ・ツァガーン牧場・前進牧場とそのまた東のシャルガンゴル大隊・夏爾溝村に1986年の夏に非合法取材をかけた日本人のルポが1990年の朝日ジャーナルノンフィクションコンテストの佳作に入ったがワープロ本として少部数のみ古書で流通している（『秘境の天山モンゴル』1996年・本郷弘著）。

## 行政区画
8鎮、4郷を管轄：
- 鎮：和静鎮、バルゴンタイ鎮（巴侖台鎮）、バルン・ハルムドゥン鎮（巴潤哈爾莫墩鎮）、ハルムドゥン鎮（哈爾莫墩鎮）、バイン・ブルク鎮（巴音布魯克鎮）、キョンギョスィンゴル鎮（鞏乃斯鎮）、ネミンモドゥン鎮（乃門莫墩鎮）、シェルミルブフ鎮（協比乃爾布呼鎮）
- 郷：キルクト郷（克爾古提郷）、アルグ郷（阿拉溝郷）、ギュルジェト・ウル郷（額勒再特烏魯郷）、バインゴル・ソム[1]（巴音郭楞郷）

## 交通
- 南疆線
- G216国道、G218国道 - 巴侖台鎮（英語版）で接続

## 参照項目
- バヤンブラク草原